# Schimpera
Schimpera é um género botânico pertencente à família Brassicaceae.